# 峨眉青牛胆
峨眉青牛胆（学名：Tinospora sagittata var. craveniana）为防己科青牛胆属下的一个变种。

## 扩展阅读
- 維基物種上的相關：峨眉青牛胆